# 上凯革命烈士纪念碑
上凯革命烈士纪念碑，位于中国广东省江门市恩平市沙湖上凯岗，为恩平市的一个市级文物保护单位，类型为近现代重要史迹及代表性建筑，公布时间为1983年。

## 概述
革命烈士纪念碑位于恩平市沙湖上凯岗村东边的乞米石山上。该碑始建于1950年，为恩平县上凯岗村为纪念该村在第二次国共内战时期牺牲的革命烈士而建，纪念该村吴宽、吴介盛、吴进法、吴奕埠、吴文显等烈士。纪念碑坐北向南，原为砂灰建造，与民间坟墓相似。1970年，上凯大队管委会对碑进行扩建。
纪念碑分三大级，级与级之间建有碑阶，顶级为碑坛，碑上写“解放战争革命烈士纪念碑”。纪念碑为水泥结构。1983年6月15日，公布为恩平市文物保护单位。1985年再次重建，占地面积为288平方米，碑高8.5米，碑上有吴有恒所题“革命烈士纪念碑”7个隶书大字，整座建筑物由水泥砌成。

## 纪念人物
| 烈士姓名        | 出生日期 | 去世          | 生平                                                                                               |
| --------------- | -------- | ------------- | -------------------------------------------------------------------------------------------------- |
| 吴文显          | 1927     | 1945年2月8日  | 1944年参加粤中人民抗日武装部队，在朗底水迳战斗中牺牲。                                             |
| 吴壬芳          |          | 1944年        | 1940年参加中国共产党，1944年派往中山参加武装斗争，同年在返回恩平途中被捕，后在恩城监狱被迫害致死。 |
| 吴宽 原名吴瑞宽 | 1928年   | 1949年7月8日  | 中共党员，1947年参加部队，在朗底镬盖山战斗中牺牲。生前是广阳支队五团一排排长。                     |
| 吴奕埠          | 1925年   | 1948年5月27日 | 在金鸡大网山战斗中牺牲。生前是江南大队战士。                                                       |
| 吴进法          | 1928年   | 1948年5月27日 | 在金鸡大网山战斗中牺牲。生前是江南大队战士。                                                       |
| 吴佳盛          | 1928年   | 1949年7月9日  | 1948年2月参加四区区队，在熊咀山遭遇战中牺牲。生前是上凯岗村民兵班长。                              |